# Косарев, Анатолий Александрович
Анатолий Александрович Косарев (15 марта 1923, Слободской, Вятская губерния — 30 сентября 1969, Слободской, Кировская область) — рядовой саперного взвода 707-го стрелкового полка 215-й стрелковой дивизии 5-й армии 3-го Белорусского фронта; разведчик взвода пешей разведки 707-го стрелкового полка.

## Биография
Родился 15 марта 1923 года в городе Слободской Кировской области. Образование начальное.
В Красной Армии с марта 1944 года. В боях Великой Отечественной войны с апреля 1944 года.
Рядовой саперного взвода 707-го стрелкового полка Анатолий Косарев в районе города Кибартай 19 октября 1944 года сделал проход в проволочном заграждении противника и обезвредил много мин. За мужество и отвагу, проявленные в боях, рядовой Косарев Анатолий Александрович 22 октября 1944 года награждён орденом Славы 3-й степени.
В районе города Пилькаллен 26 октября 1944 года рядовой Анатолий Косарев вместе с бойцами проделал проходы в минных полях и снял 150 мин. 27 ноября 1944 года для разведывательной группы, взявшей «языка», проделал проходы в минном поле и проволочном заграждении. За мужество и отвагу, проявленные в боях, рядовой Косарев Анатолий Александрович 8 января 1945 года награждён орденом Славы 2-й степени.
Разведчик взвода пешей разведки в составе своего полка Анатолий Косарев 18-22 января 1945 года в районе города Инстербург проделал проходы в минных полях противника и участвовал в захвате «языка». При отходе сразил шестерых преследовавших автоматчиков.
Указом Президиума Верховного Совета СССР от 19 апреля 1945 года за образцовое выполнение заданий командования в боях с немецко-вражескими захватчиками Косарев Анатолий Александрович награждён орденом Славы 1-й степени, став полным кавалером ордена Славы.
В 1945 году старшина А. А. Косарев демобилизован из рядов Вооруженных Сил СССР. Жил в городе Слободской. Работал на фанерном комбинате. Скончался 30 сентября 1969 года.
Награждён орденами Красной Звезды, Славы 1-й, 2-й и 3-й степени, медалями.

## Память

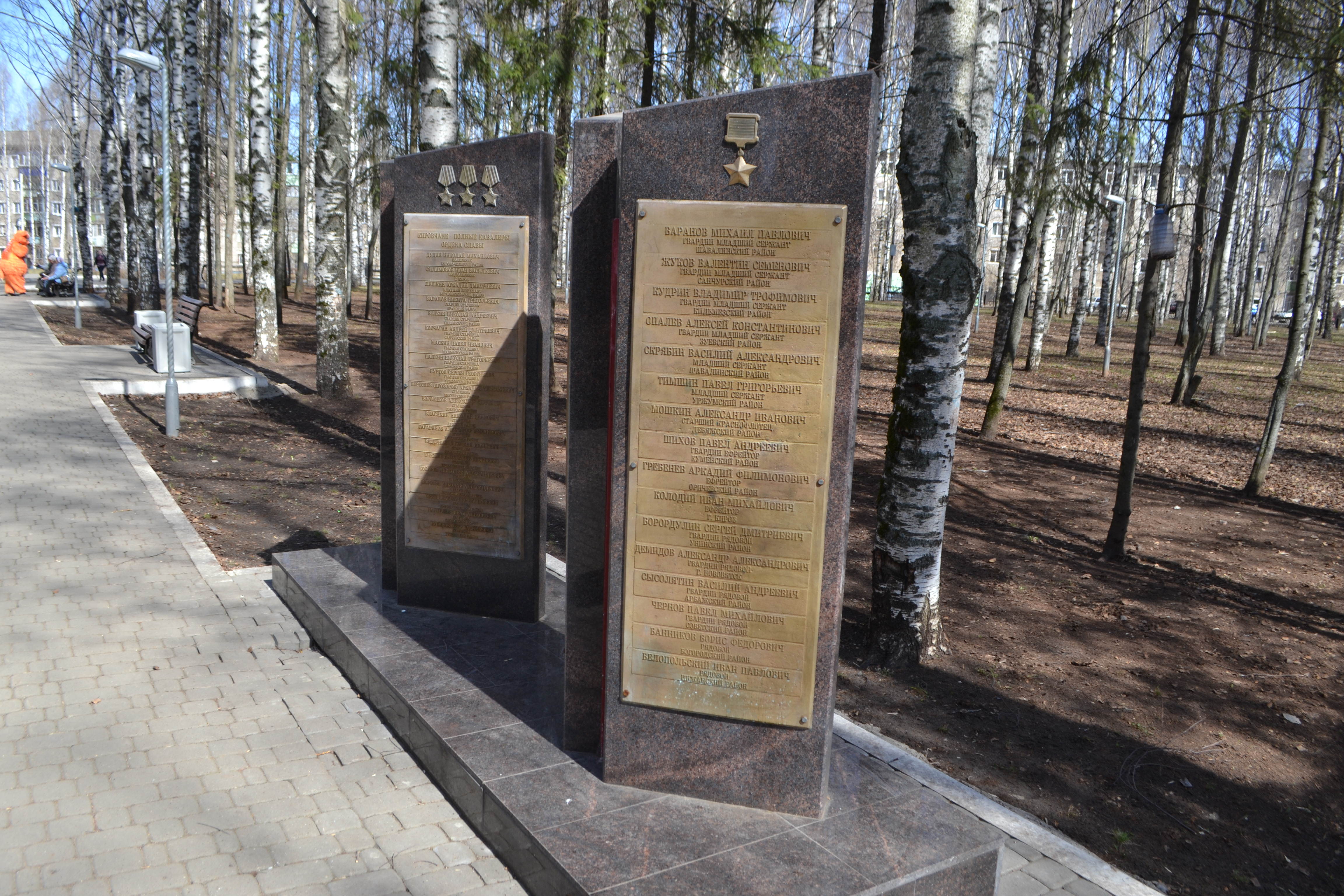
Имя Героя выбито на гранитной стеле на Аллее Славы в парке Победы города Кирова 2019.

- Имя Героя выбито на гранитной стеле на Аллее Славы в парке Победы города Кирова 2019.